# 沈坤
沈坤（1507年—1560年），字柏生，號十洲，直隸淮安府大河卫人（今江苏淮安市淮安区河下竹巷街梅家巷），祖籍苏州府昆山（今江苏苏州昆山），一说徽州府休寧縣城西門鳳湖街，明朝政治人物，狀元及第。

## 生平
沈坤生于正德二年（1507年），祖辈均为军籍，父亲沈炜经商。沈坤为淮安府山阳县学生，嘉靖十年（1531年），中辛卯科應天府乡试第七十三名举人，嘉靖二十年（1541年）中会试第二百十名，廷试一甲第一名進士（狀元）。授翰林院修撰。嘉靖三十三年五月，升为右春坊右谕德，改南京國子監祭酒。嘉靖三十八年（1559年）母喪家居時，適倭寇犯淮，沈坤招練鄉勇兩千人，抗倭有功，民間稱“武狀元”。嘉靖三十九年（1560年），淮安知府范槚和给事中胡應嘉诬陷他“私自团练乡勇，图谋背叛朝廷”，嘉靖帝将沈坤逮捕下狱，死于狱中。

## 家族
曾祖沈澄；祖父沈蕙；父沈煒，號草亭；母于氏。慈侍下。弟增、堣、坊。吳承恩曾為其父母撰寫墓誌銘。

## 相关
- 明甲辰科场案